# Kathleen Rubins
Kathleen Hallisey Rubins, detta Kate (Farmington, 14 ottobre 1978), è un'ex astronauta statunitense. Ha partecipato a due missioni di lunga durata a bordo della Stazione Spaziale Internazionale, la Expedition 48/49 (2016) e la Expedition 64 (2020/21).

## Biografia

### Istruzione e carriera accademica
Cresciuta a Napa, in California, si è diplomata alla scuola superiore Vintage nel 1996, ha poi conseguito una laurea in Biologia Molecolare all'Università della California, a San Diego, nel 1999 e un dottorato di ricerca Biologia sul Cancro nel 2005 nell'Università di medicina di Stanford. 
Ha condotto una ricerca universitaria sull'integrazione dell'HIV-1 nel Laboratorio di malattie infettive all'Istituto Salk per studi biologici. 
Con l'Istituto di ricerca medica sulle malattie infettive dell'esercito degli Stati Uniti sulle malattie infettive e i Centri per la prevenzione e il controllo delle malattie, Rubins e i colleghi hanno sviluppato il primo modello del vaiolo. 
Ha anche sviluppato una mappa completa del trascrittoma poxviridae e studiato le interazioni tra virus-ospite usando sia sistemi in vitro che modelli animali. È stata poi assegnata alla posizione di Principale investigatore all'Istituto Whitehead di ricerche biomediche e ha guidato un laboratorio di 14 ricercatori studiando le malattie virali che affliggono l'Africa centrale e occidentale. Ha viaggiato nella Repubblica Democratica del Congo per condurre ricerche e supervisionare i siti di ricerca. 
Ha pubblicato e presenta i suoi lavori in numerose conferenze scientifiche internazionali e giornali scientifici. 

### Carriera alla NASA
È stata selezionata a giugno 2009 per far parte dei 14 candidati astronauti del gruppo 20 della NASA.  Nel novembre del 2011 ha completato l'addestramento di base degli ASCAN (astronaut candidate), che comprende lezioni scientifiche e tecniche, lezioni intensive sui sistemi della Stazione spaziale internazionale (ISS), addestramenti sulle attività extraveicolari (EVA) nel Neutral Buoyancy Laboratory, attività robotiche, addestramento psicologico, voli sugli aerei T-38 e addestramenti di sopravvivenza sull'acqua e nella giungla.
Nel settembre del 2013 ha preso parte della missione SEATEST II della NASA, durante la quale ha trascorso 4 giorni nel laboratorio sottomarino Aquarius, a 19 metri di profondità, a Key Largo, in Florida con gli astronauti Joseph Acaba, Andreas Mogensen e Soichi Noguchi.

#### Expedition 48/49
Il 9 febbraio 2015 è stata assegnata all'Expedition 48/49 con cosmonauta russo Anatolij Ivanišin e l'astronauta giapponese Takuya Ōnishi. A luglio del 2014 ha svolto, con Ivanišin e Ōnishi, ad un addestramento di sopravvivenza in caso di atterraggio in acqua.
Da 19 gennaio al 9 febbraio 2015, sempre con l'equipaggio della Sojuz MS-01, è stata sottoposta ad un addestramento di sopravvivenza nel caso di un atterraggio d'emergenza in una foresta durante l'inverno, simulando anche il ferimento di un membro dell'equipaggio.
All'inizio di giugno 2016, il lancio venne rinviato di un mese a causa dei problemi riscontrati nel sistema di controllo. Il 7 luglio 2016 partì per lo spazio dal Cosmodromo di Bayqoñyr a bordo della Sojuz MS-01, attraccando alla Stazione spaziale internazionale due giorni dopo. Durante i 115 giorni di permanenza in orbita svolse centinaia di esperimenti in diversi campi scientifici, diventando tra le altre cose la prima persona a sequenziare il DNA nello spazio, e si occupò di manovrare il Canadarm2 e supervisionare le procedure per l'attracco dei veicoli cargo dell'USOS. Svolse inoltre due attività extraveicolari insieme al connazionale Jeffrey Williams per installare l'IDA-2 sul PMA-2 per permettere un futuro aggancio dei veicoli commerciali statunitensi con equipaggio e manutenuto il sistema termico della Stazione Spaziale Internazionale. Fece ritorno sulla Terra il 30 ottobre 2016, atterrando nel territorio disabitato del Kazakistan centrale.

#### Sojuz MS-17 (Expedition 64)
Il 3 giugno 2020 venne assegnata alla missione di lunga durata Sojuz MS-17 (Expedition 64) a bordo della Stazione Spaziale Internazionale insieme ai cosmonauti russi Sergej Ryžikov e Sergej Kud'-Sverčkov. Il lancio avvenne il 14 ottobre 2020 dal Cosmodromo di Bajkonur.

## Vita privata
È sposata con Michael Magnani.